# Sjeverni munda jezici
Sjeverni munda jezici, jedna od dviju grana porodice munda, velike austroazijske porodice. Obuhvaća (13) jezika u Indiji i Bangladešu. Sastoji se od užih skupina kherwari i korku: 
a. Kherwari (12):
a1. Mundari (6): asuri, birhor, ho, koda, korwa, mundari.
a2. Santali (3): mahali, santzali, turi.
agariya, Indija
bijori, Indija
koraku, Indija
b. Korku (1): korku.

## Vanjske poveznice
- Ethnologue (14th)
- Ethnologue (15th)